# Lophodesmus tardus
Lophodesmus tardus är en mångfotingart som beskrevs av Filippo Silvestri 1918. Lophodesmus tardus ingår i släktet Lophodesmus och familjen fingerdubbelfotingar. Inga underarter finns listade i Catalogue of Life.